# Вітрі-ле-Франсуа (округ)
Округ Вітрі-ле-Франсуа (фр. Arrondissement de Vitry-le-François) — округ у Франції, в департаменті Марна. 2023 року округ об'єднував 110 муніципалітетів, населення становило 44 039 осіб.
Адміністративний центр (супрефектура) — Вітрі-ле-Франсуа.

## Муніципалітети
Список муніципалітетів округу та їхні коди INSEE:
1. Абланкур (51001)
2. Альянсель (51006)
3. Амбрієр (51008)
4. Арзійєр-Невіль (51017)
5. Арриньї (51016)
6. Бассю (51039)
7. Бассюе (51040)
8. Беттанкур-ла-Лонг (51057)
9. Біньїкур-сюр-Марн (51059)
10. Біньїкур-сюр-Со (51060)
11. Бласі (51065)
12. Блез-су-Арзійєр (51066)
13. Блем (51068)
14. Брандонвілле (51080)
15. Бребан (51084)
16. Брюссон (51094)
17. Бюссі-ле-Репо (51098)
18. Вавре-ле-Гран (51601)
19. Вавре-ле-Петі (51602)
20. Валь-де-В'єр (51218)
21. Вано-ле-Шатель (51589)
22. Вано-ле-Дам (51590)
23. Вернанкур (51608)
24. Віллер-ле-Сек (51635)
25. Вітрі-ан-Пертуа (51647)
26. Вітрі-ле-Франсуа (51649)
27. Воклерк (51598)
28. Вруаль (51658)
29. Вує (51654)
30. Гланн (51275)
31. Домпремі (51215)
32. Дроне (51219)
33. Друї (51220)
34. Е-ле-Морю (51289)
35. Е-ле-Ютьє (51288)
36. Е-л'Евек (51290)
37. Екольмон (51223)
38. Екрієнн (51224)
39. Ембовіль (51296)
40. Етрепі (51240)
41. Жиньї-Бюссі (51270)
42. Жиффомон-Шампобер (51269)
43. Жуссекур-Мінекур (51311)
44. Іль-сюр-Марн (51300)
45. Клуа-сюр-Марн (51156)
46. Кооль (51167)
47. Корбей (51169)
48. Кувро (51195)
49. Курдеманж (51184)
50. Ла-Шоссе-сюр-Марн (51141)
51. Ландрикур (51315)
52. Ларзікур (51316)
53. Ле-Бюїссон (51095)
54. Ле-Ме-Тьєрселен (51361)
55. Ле-Рив'єр-Анрюель (51463)
56. Ліньон (51322)
57. Лісс-ан-Шампань (51325)
58. Луазі-сюр-Марн (51328)
59. Люксемонт-е-Віллотт (51334)
60. Маржері-Анкур (51349)
61. Мароль (51352)
62. Матіньїкур-Гонкур (51356)
63. Мезон-ан-Шампань (51340)
64. Мерло (51363)
65. Монсе-л'Аббе (51373)
66. Морю-ле-Монтуа (51358)
67. Норруа (51406)
68. Ольне-л'Етр (51022)
69. Орконт (51417)
70. Оссіньємон (51284)
71. Отвіль (51286)
72. Парньї-сюр-Со (51423)
73. Плішанкур (51433)
74. Понтьйон (51441)
75. Поссесс (51442)
76. Пренжі (51446)
77. Реймс-ла-Брюле (51455)
78. Сапіньїкур (51522)
79. Сен-Врен (51521)
80. Сен-Жан-деван-Поссесс (51489)
81. Сен-Кантен-ле-Маре (51510)
82. Сен-Люм'є-ан-Шампань (51496)
83. Сен-Люм'є-ла-Попюлез (51497)
84. Сен-Ремі-ан-Бузмон-Сен-Жене-е-Іссон (51513)
85. Сен-Шерон (51475)
86. Сент-Аман-сюр-Фіон (51472)
87. Сент-Ельян (51478)
88. Сент-Марі-дю-Лак-Нюїзман (51277)
89. Сент-Уан-Домпро (51508)
90. Сент-Ютен (51520)
91. Сермез-ле-Бен (51531)
92. Скрют (51528)
93. Сомпюї (51550)
94. Сомсуа (51551)
95. Сонжі (51552)
96. Соньї-ан-л'Англь (51539)
97. Суланж (51557)
98. Труа-Фонтен-л'Аббе (51583)
99. Тьєблемон-Фаремон (51567)
100. Утін (51419)
101. Утрепон (51420)
102. Фавресс (51246)
103. Фриньїкур (51262)
104. Шанжі (51122)
105. Шаплен (51125)
106. Шармон (51130)
107. Шательрау-Сен-Луван (51134)
108. Шатійон-сюр-Бруе (51135)
109. Шемінон (51144)
110. Юїрон (51295)